# 원자력 전지
원자력 전지(原子力電池)는 원자력을 이용하여 전력을 내는 전지를 말한다. 우주선이나 화성 탐사선, 인공심장의 보조 에너지원과 열원으로 사용된다. 일반 전지와는 달리 동위원소의 종류에 따라 수명이 다양하다.

## 역사
우주선용 원자력전지는 1961년 미국이 발사한 항법위성 트랜짓 4A에 처음 탑재됐다. 이후 미국 항공우주국(NASA)의 달탐사 계획인 아폴로 프로젝트를 시작으로 보이저 1호, 보이저 2호, 목성 탐사선 갈릴레오, 토성 탐사선 카시니, 명왕성 탐사선 뉴 허라이즌스 등에 쓰였다.
미국과 러시아, 대한민국만 원자력 전지를 생산할 수 있다.

## 원리
원자력 전지는 크게 핵 붕괴 과정에서 나오는 열을 이용하는 방법인 RTG와 베타붕괴로 나오는 베타선을 활용하는 베타전지로 나뉜다. 우선 열을 이용하는 방식은 핵붕괴 과정에서 나오는 열을 모터나 열전 소자 등을 이용해 사용한다. 반면 베타선을 활용하는 방식에는 핵붕괴 과정에서 나오는 베타 입자를 반도체 접합 부위에서 생기는 전압차가 생기는 원리를 이용하여 전기를 발전시킨다.
최근 원자력 발전소에서 발생하는 탄소를 다이아몬드화 시켜 사용하려는 전지기술도 연구 중에 있다.
배타선을 방출하는 대표 방사성동위원소가 니켈(Ni)-63, 스트론튬(Sr)-90, 트리튬(H)-3이다. 이들 방사성동위원소는 방사선을 내보내면서 원래 있던 방사능의 양이 절반으로 줄일 때까지 걸리는 반감기가 각각 100.1년, 28.8년, 12.3년이다. 방사성동위원소가 내뿜는 베타선인 전자를 반도체에 충돌시켜서 전력을 생산한다.

## 러시아
원자력 전지를 한국에서는 "베타 전지"라고도 불린다. 베타 전지는 니켈63, 스트론튬90(sr-90), 트리튬3(H-3) 등의 방사성동위원소 붕괴로 발생되는 베타선 전자를 반도체에 충돌시키는 방법으로 전기를 생산한다.
2019년 1월 22일, IT 전문 매체 기즈모도는 러시아가 50년간 사용 가능한 소형 전지 개발에 성공했다고 보도했다. 이 소형 전지는 원자력을 이용한 전지다. 전지 개발사는 러시아 국영 연료회사인 TVEL이다. TVEL은 가스원심분리기로 원자력 전지의 에너지원인 니켈63(Ni-63)을 69% 이상 농축시키는데 성공했다. 2019년까지 80%로 농축할 것이다. 전력이 매우 낮아 인체에 삽입하는 의료용으로 개발되었으며, 향후 무선통신장비용으로도 개발할 계획이다.
베타전지는 방사선 걱정이 없다. 전지에서 나오는 β선 에너지는 매우 미약해 피부를 투과할 수도 없기 때문이다. 종이 한장으로도 방사선 차폐가 가능해 일반 전지처럼 얇은 포장재로 밀봉하면 된다.

## 대한민국
2007년, 한국원자력연구원(KAERI)은 국내 처음으로 방사성동위원소를 이용한 초기 수준의 베타전지 연구 결과를 발표했다.
2017년 6월, KAERI와 한국전자통신연구원(ETRI), 대구테크노파크 나노융합실용화센터는 50년 이상 자체 전력 생산이 가능한 베타전지 시제품을 제작했다.

## 같이 보기
- 단추형 전지